# A magyar női labdarúgó-válogatott 2013. március 13-i mérkőzése
Előző mérkőzés - Következő mérkőzés
A magyar női labdarúgó-válogatott mérkőzése Izland ellen az Algarve Kupán a kilencedik helyért, 2013. március 13-án, amely 4–1-es izlandi győzelemmel zárult.

## Keretek
| Magyarország      | Magyarország | Magyarország | Magyarország       |
| Név               | Kor          | Vál./Gól     | Klub               |
| ----------------- | ------------ | ------------ | ------------------ |
| Szőcs Réka        | 23 éves      | 37 / 0       | MTK Hungária       |
| Németh Júlia      | 21 éves      | 1 / 0        | Ferencvárosi TC    |
| Kovács Klaudia    | 22 éves      | 4 / 0        | Astra Hungary FC   |
| Szeitl Szilvia    | 25 éves      | 41 / 0       | 1. FC Femina       |
| Gál Tímea         | 28 éves      | 47 / 0       | MTK Hungária       |
| Tálosi Szabina    | 24 éves      | 37 / 3       | FC Südburgenland   |
| Demeter Réka      | 21 éves      | 23 / 0       | MTK Hungária       |
| Tóth II Alexandra | 22 éves      | 28 / 0       | Viktória FC        |
| Tóth I Alexandra  | 22 éves      | 20 / 0       | Thróttur Reykjavík |
| Vesszős Mercédesz | 21 éves      | 3 / 0        | MTK Hungária       |
| Szarvas Alexandra | 20 éves      | 8 / 0        | VfL Sindelfingen   |
| Csiszár Henrietta | 18 éves      | 13 / 2       | MTK Hungária       |
| Szabó Boglárka    | 20 éves      | 18 / 0       | Astra Hungary FC   |
| Smuczer Angéla    | 31 éves      | 78 / 1       | MTK Hungária       |
| Tóth Gabriella    | 26 éves      | 39 / 2       | Lokomotive Leipzig |
| Sipos Lilla       | 20 éves      | 25 / 5       | Viktória FC        |
| Pádár Anita       | 33 éves      | 102 / 32     | MTK Hungária       |
| Vágó Fanny        | 21 éves      | 43 / 23      | MTK Hungária       |
| Szuh Erika        | 23 éves      | 23 / 1       | Lokomotive Leipzig |
| Kaján Zsanett     | 15 éves      | 3 / 0        | Ferencvárosi TC    |

| Izland | Izland | Izland   | Izland |
| Név    | Kor    | Vál./Gól | Klub   |
| ------ | ------ | -------- | ------ |

 megjegyzés: Az adatok a mérkőzés napjának megfelelőek!

## Az összeállítások
| 2013. március 13. |

| Magyarország         | 1 – 4   | Izland                                                         |
| -------------------- | ------- | -------------------------------------------------------------- |
| Pádár 89' (11-esből) | (0 – 1) | Gunnarsdóttir 11' Hönnudóttir 54' Ómarsdóttir 81' Jessen 90+3' |

| Parchal Játékvezető: Liang Qin (CHN) |

| Magyarország | Izland |

| MAGYARORSZÁG:        |    |                   |             |
|                      |    |                   |             |
| K                    | 22 | Németh Júlia      | 80' 82'     |
| V                    | 9  | Szeitl Szilvia    |             |
| V                    | 18 | Tálosi Szabina    |             |
| V                    | 15 | Tóth I Alexandra  | 45+2'       |
| V                    | 5  | Gál Tímea         |             |
| KP                   | 23 | Szuh Erika        | 67'         |
| KP                   | 3  | Csiszár Henrietta | 41'         |
| KP                   | 6  | Smuczer Angéla    |             |
| KP                   | 20 | Sipos Lilla       | a szünetben |
| CS                   | 10 | Vágó Fanny        |             |
| CS                   | 11 | Kaján Zsanett     | a szünetben |
| Cserék:              |    |                   |             |
| K                    | 12 | Kovács Klaudia    | 82'         |
| V                    | 19 | Tóth I Alexandra  | 45+2'       |
| KP                   | 16 | Szabó Boglárka    | 41'         |
| KP                   | 7  | Tóth Gabriella    | a szünetben |
| CS                   | 8  | Pádár Anita       | a szünetben |
| KP                   | 14 | Szarvas Alexandra | 67'         |
| Szövetségi kapitány: |    |                   |             |
| Vágó Attila          |    |                   |             |

| IZLAND: |  |
|         |  |

## A mérkőzés
| „             | Sajnos a negyedik meccsre teljesen elfogytunk, négy hiányzóval kezdtük meg a mérkőzést, és a 90 perc során három játékost is sérülés miatt kellett lecserélnem. Fizikálisan nem tudtuk felvenni a versenyt az agresszívan, helyenként alattomosan játszó izlandiakkal, helyzetünket tovább nehezítette, hogy kétszer is lesgyanús helyzetben kaptunk gólt. Meggyőződésem, hogy teljes kerettel, friss állapotban teljesen másképp alakult volna ez a meccs, mert Izland semmi olyasmit nem mutatott ezen a meccsen, amivel jobb lenne nálunk. Szomorkodásra nincs okunk, a lányok mindent megtettek a sikeres szereplés érdekében, elértük a kitűzött célunkat, egy nagyon erős mezőnyben végeztünk a tizedik helyen. | ” |
| – Vágó Attila | |   |

## Örökmérleg a mérkőzés után
| Magyarország | :         | Izland |
| ------------ | --------- | ------ |
| 0            | Győzelem  | 5      |
| 0            | Döntetlen | 0      |
| 2            | Gólok     | 17     |
| 0/15         | Pontok    | 15/15  |
| 0            | %         | 100    |